# نزاع المياه

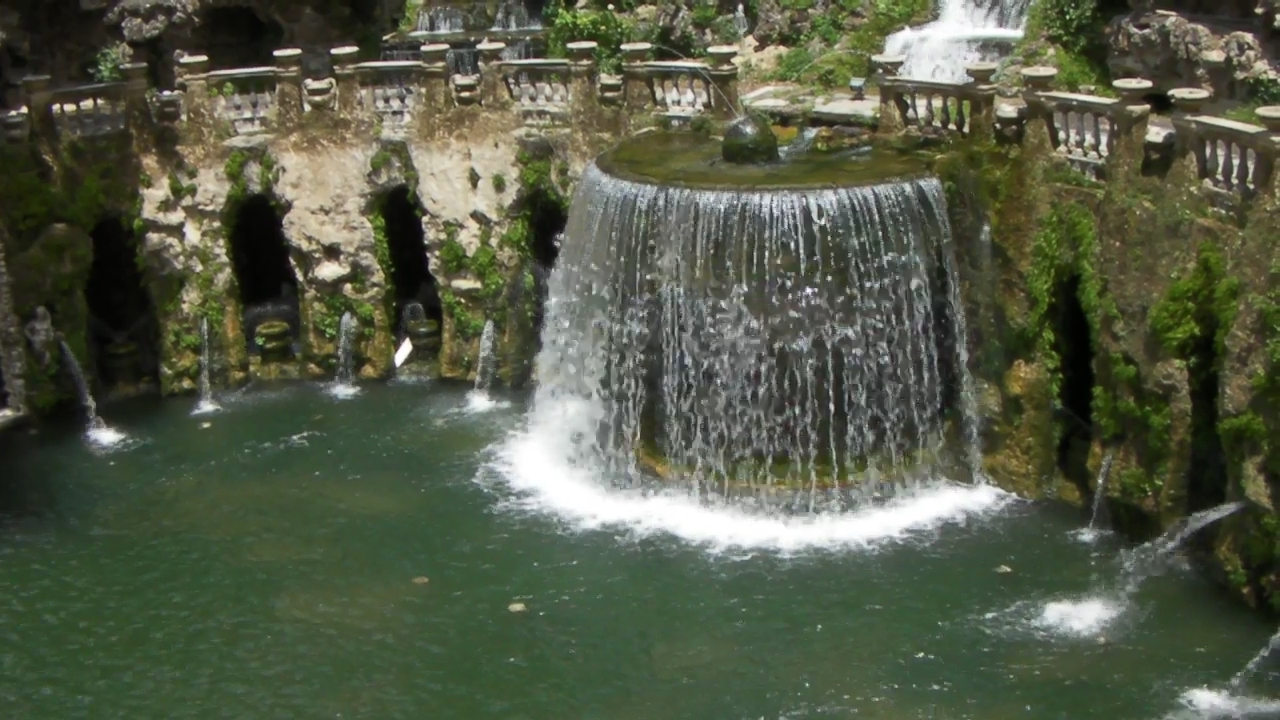

نزاع المياه هو مُصطلح يصف النزاع بين دول، أو ولايات، أو مجموعات للحصول على الموارد المائية. تعتبر الأمم المتحدة النزاع على المياه نتيجةً للمصالح المتعارضة لمستخدمي المياه، سواء كانت شخصية أو عامّة. تظهر نزاعات المياه بشكل كبير عبر التاريخ، بالرغم من أنه نادرًا ما كانت تنشب الحروب التقليدية بسبب المياه فقط. إلّا أنّ المياه كانت تاريخيًا مصدرًا للتوتر وعاملًا في النزاعات التي تبدأ لأسباب أخرى. تنشأ النزاعات على المياه لعدة أسباب، تتضمن النزاعات الإقليمية، والقتال من أجل الموارد، والأفضلية الاستراتيجية. طوّر معهد المحيط الهادي للدراسات في التنمية والبيئة والأمن قاعدة بيانات شاملة على الإنترنت فيما يخص النزاعات المتعلقة بالمياه «التسلسل الزمني لنزاعات المياه». تجدول قاعدة البيانات العنف الحاصل بسبب المياه خلال ما يقارب 6000 عام الماضية.
تشمل هذه النزاعات الماء العذب والماء المالح، بين الدول أو ضمن حدودها. تحدث النزاعات في الغالب على المياه العذبة. وبسبب ضرورة موارد المياه العذبة، وندرتها، فهي أساس نزاعات المياه الناشئة بسبب الحاجة لمياه الشرب، والرّي، وتوليد الطاقة. ولأنّ المياه العذبة مورد طبيعي حيوي موزع بشكل غير متساوي، فإنّ توفرها يؤثر غالبًا على الظروف المعيشية والاقتصادية للدولة أو المنطقة. يمكن أن يضع نقص خيارات إمدادات المياه ذات الكلفة المناسبة كما هو في مناطق الشرق الأوسط، والذي يعتبر عنصرًا من عناصر المشاكل المرتبطة بالمياه، ضغطًا على مستخدمي المياه سواء كانوا شركات، أو حكومات، أو أفراد، مما يؤدي إلى التوتر وربما العدائية. رُبطت الكوارث الإنسانية الأخيرة، كالإبادة الجماعية في راوندا، أو الحرب في دارفور في السودان، بنزاعات المياه.

## الأسباب
وفقًا للمؤتمر الدولي للمياه والبيئة عام 1992، فإنّ الماء عنصر حيوي لحياة الإنسان، ونشاطاته مرتبطة بشكل وثيق بتوفر المياه وجودتها. وكتب روجر هارابين «لسوء الحظ، تُعتبر المياه موردًا محدودًا، ومن المحتمل في المستقبل أن يسوء الأمر بالنسبة للوصول إليها مع تغير المناخ، على الرغم أنّه من المعروف أنّ تقديرات العلماء لسقوط الأمطار في المستقبل غامضة». بالإضافة إلى هذا، قال ليستر أر براون في مؤتمر المياه السابق في ستوكهولم: «يُشاع الآن أنّ احتمالية نشوب الحروب المستقبلية في الشرق الأوسط بسبب المياه ستكون أكبر من احتمال نشوبها بسبب النفط».
تحدث نزاعات المياه بسبب إمكانية تجاوز الطلب على مصادر المياه ومياه الشرب للعرض، أو بسبب التنازع على التحكم في الوصول إلى المياه وتوزيعها. ربما تضع عناصر أزمة المياه ضغوطًا على الأطراف المتضررة للحصول على المزيد من الموارد المائية المشتركة، مما يتسبب في توتر دبلوماسي أو نزاع صريح.
من المُتوقع أنّ العاملان المتمثلان بأزمة المناخ وتزايد عدد السكان في العالم يشكلان معًا السبب الرئيسي لنزاع المياه.
من المؤكد أنّ 11% من تعداد سكان العالم، أي ما يعادل 783 مليون شخص، ما زالوا لا يحصلون على مصادر محسنة من مياه الشرب، مما يعطي الدافع لاحتمالية النزاع على المياه. يعد الماء بجانب ضرورته للحياة، ضروريًا لعملية التطهير الشائعة للمياه، وللخدمات التجارية، ولإنتاج السلع التجارية. ولذلك يمكن أن تتورط أطراف متعددة في النزاع على المياه. على سبيل المثال، يمكن أن يلوث وجود الشركات موارد المياه التي يتشاركها مجتمع، أو قد تتخاصم الحكومات حول من يمكنه استخدام نهر يشكل حدودًا دولية أو بين الدول.
يجعل الطيف الواسع من نزاعات المياه معالجتها أمرًا صعبًا. ويجعل القانون الدولي والمحلي، والمصالح التجارية، والاهتمامات البيئية، ومسائل حقوق الإنسان معالجة نزاعات المياه أمرًا معقدًا للحل. يمكن لنزاع واحد أن يترك قائمة كبيرة من المطالب التي يجب على المحاكم ومشرعي القوانين التعامل معها، في ظل هذه الأعداد الكبيرة من الأطراف المحتملة.

## أمثلة علي نزاع المياه
- صراع دول حوض النيل وبخاصة أثيوبيا مع دول شمال النيل وهي مصر والسودان.
- صراع دول شمال الجزيرة العربية ويتضمن سوريا، العراق، فلسطين، الأردن، لبنان، إسرائيل، وتركيا.
- صراع جنوب أفريقيا.

## دور الأمم المتحدة
البرنامج الهيدرولوجي الدولي التابع للامم المتحدة يهدف للمساعدة في تحسين الفهم للموارد المائية وتعزيز فعالية إدارة المياه ولكن حتى الآن الأكثر نشاطا برنامج الأمم المتحدة في النزاع على المياه والذي هو في مرحلته الثالثة وهي تدريب الفنيين المتخصصين في المياه في الشرق الأوسط، وتنظيم الجهود التعليمية في أماكن أخرى. وتشمل المجموعات المستهدفة الدبلوماسيين، والمشرعين، والمجتمع المدني، وطلاب الدراسات المائية ؛ عن طريق توسيع المعرفة بالنزاعات على المياه، وانها تأمل في تشجيع التعاون بين الدول في التعامل مع الصراعات.
اليونسكو مؤخرا نشرت خريطة كاملة لطبقات المياه الجوفية العابرة للحدود. العمل الأكاديمي ركز على النزاعات على المياه لم يسفر بعد عن طريقة لتسوية النزاعات الدولية، ناهيك عن الصراعات المحلية.ولكن اليونسكو لديها توقعات متفائلة للمستقبل رغم أن الصراعات على المياه تزيد.

## أقوال عن نزاعات المياه
- الرئيس السادات بعد توقيع اتفاقية عام 1979م : مصر لن تخوض حربا مرة أخرى إلا لحماية مصادر المياه.

## اقرأ أيضا
- أزمة المياه